# Ischnophyllus
Ischnophyllus är ett släkte av insekter. Ischnophyllus ingår i familjen vårtbitare.
Kladogram enligt Catalogue of Life:
| Ischnophyllus | \| \| Ischnophyllus crassus \| \| \| \| \| \| Ischnophyllus viridipennis \| \| \| \| |
|               | \| \| Ischnophyllus crassus \| \| \| \| \| \| Ischnophyllus viridipennis \| \| \| \| |
|               | Ischnophyllus crassus                                                                |
|               |                                                                                      |
|               | Ischnophyllus viridipennis                                                           |
|               |                                                                                      |